# Asterdplas

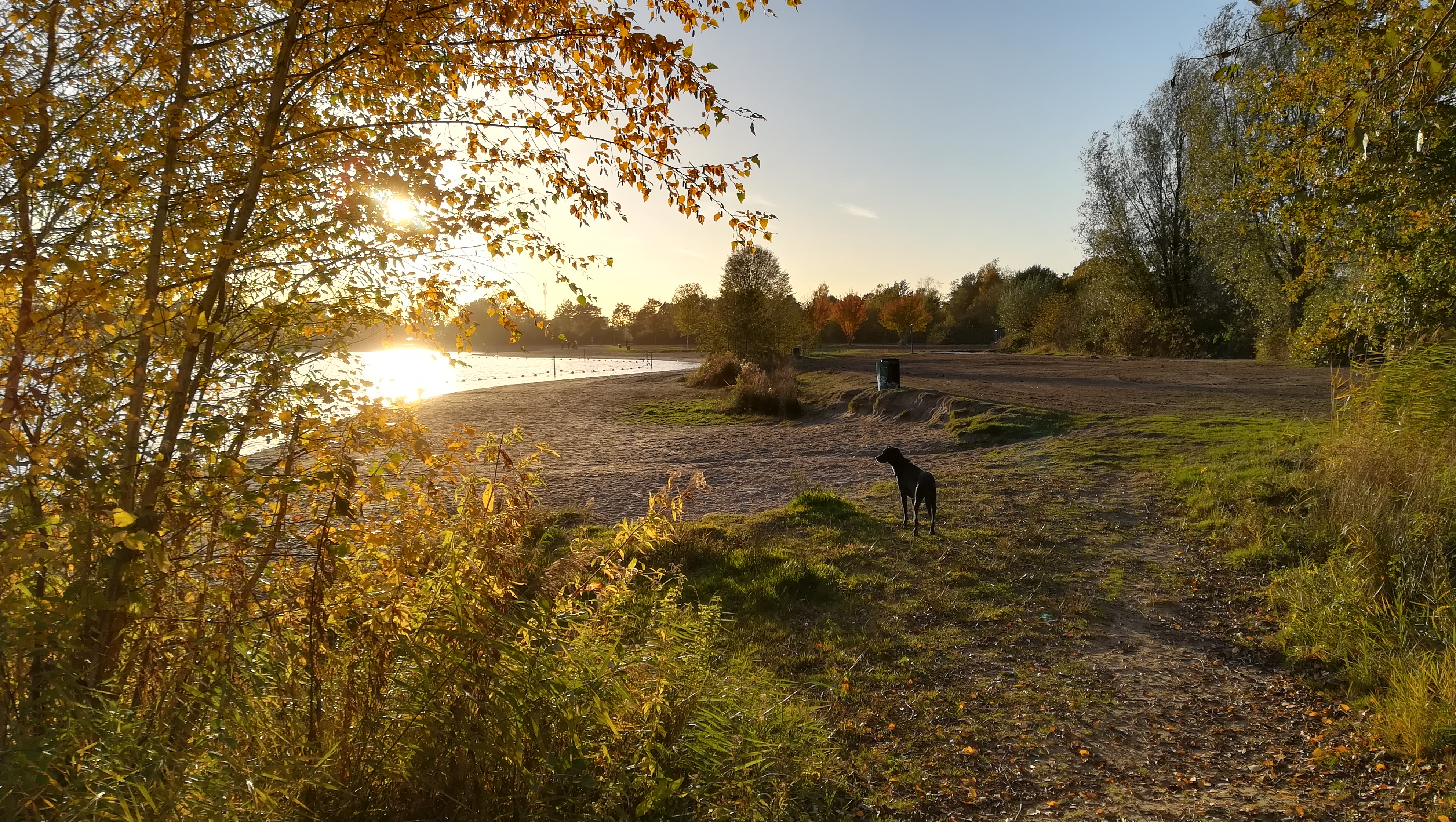
Asterdplas in de herfst

De Asterdplas is een recreatieplas in de wijk de Asterd van stadsdeel de Haagse Beemden aan de noordkant van Breda. In het natte overgangsgebied bij de plas komen veel soorten zwemvogels voor zoals meeuwen, ganzen, meerkoeten, aalscholvers, waterhoentjes, zwanen etc. De plas ligt naast het Haagse Beemdenbos wat beheerd wordt door Staatsbosbeheer. Er loopt een kabouterpad naar het Brakkenbos wat als speelbos is ingericht. 
Men kan hier zwemmen, surfen, zeilen en recreëren. Het zwemgedeelte is afgezet met een lijn met drijvers. Gemotoriseerde vaartuigen zijn niet toegestaan. In de zomer zijn hier veel recreanten vanuit de Haagse Beemden en omgeving. Er is een strand met een ligweide van gras waar ook picknicktafels staan. Tevens is er een openlucht sportfaciliteit voor fitness doeleinden. 
Men kan er wandelen en fietsen en via de fietsroute naar de Vierde Bergboezem fietsen. Dit is een overloopgebied van rivier de Mark. Daar vindt men het veerpontje naar Terheijden als het pontje in de vaart is. Door de Vierde Bergboezem liggen mooie fietsroutes door een typisch Brabants polderlandschap.
Vlak bij de Asterdplas ligt de horecagelegenheid de Asterdhoeve. Ook staat er het gebouw van de waterscouting St. Joris. 
De Asterdplas heeft drie grote parkeerterreinen voor auto's en motoren alsmede een fietsenstalling voor fietsen en bromfietsen. Bij de fietsenstalling is een Brabant waterpunt waar lekker vers Brabants drinkwater getapt kan worden.
Honden zijn bij de Asterdplas alleen toegestaan van 1 oktober tot 1 april.
Bij genoeg vorst kan er geschaatst worden op de plas. Op 1 januari 2016 werd er voor het eerst een nieuwjaarsduik in de Asterdplas georganiseerd.

## Galerij

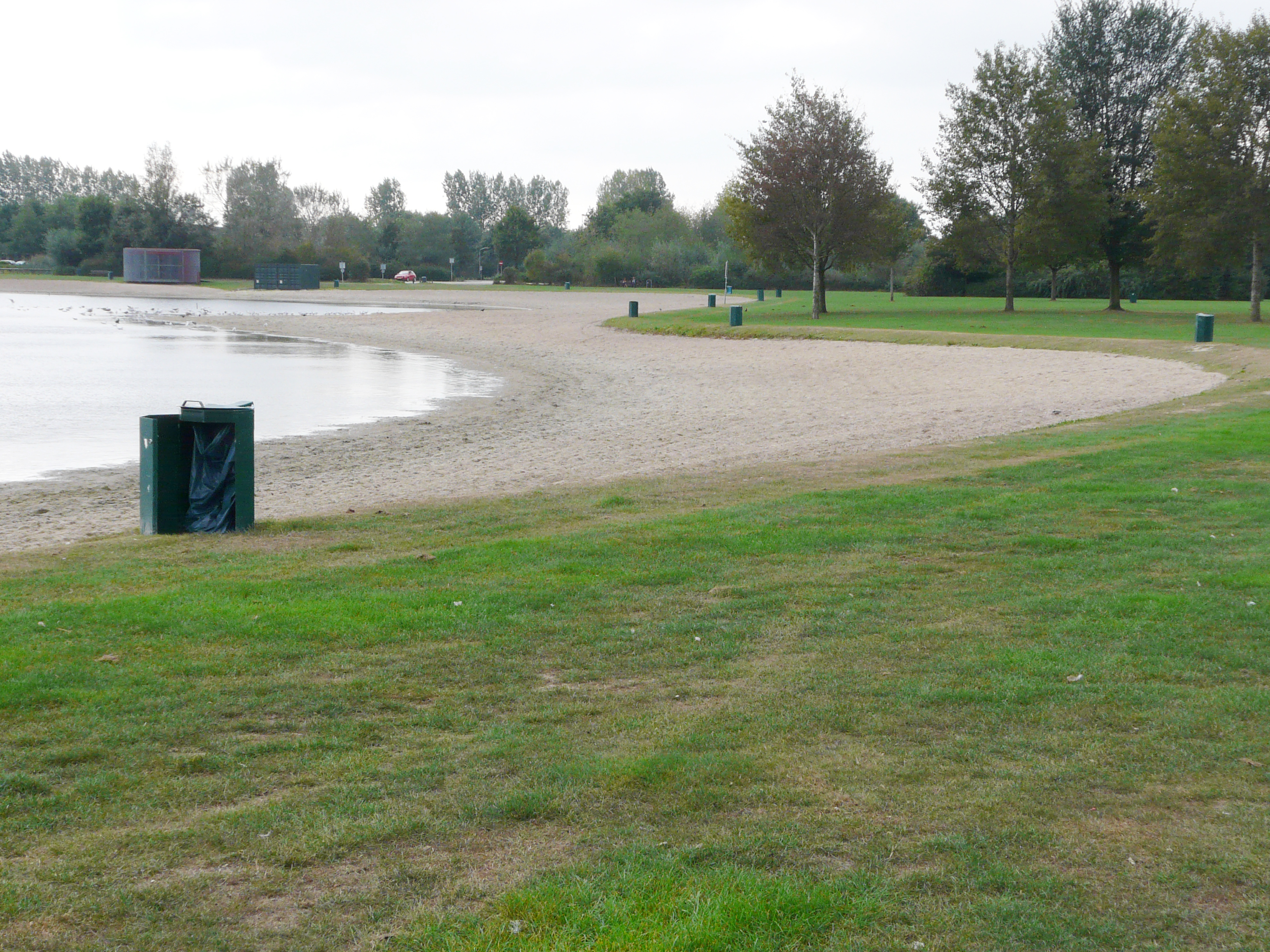
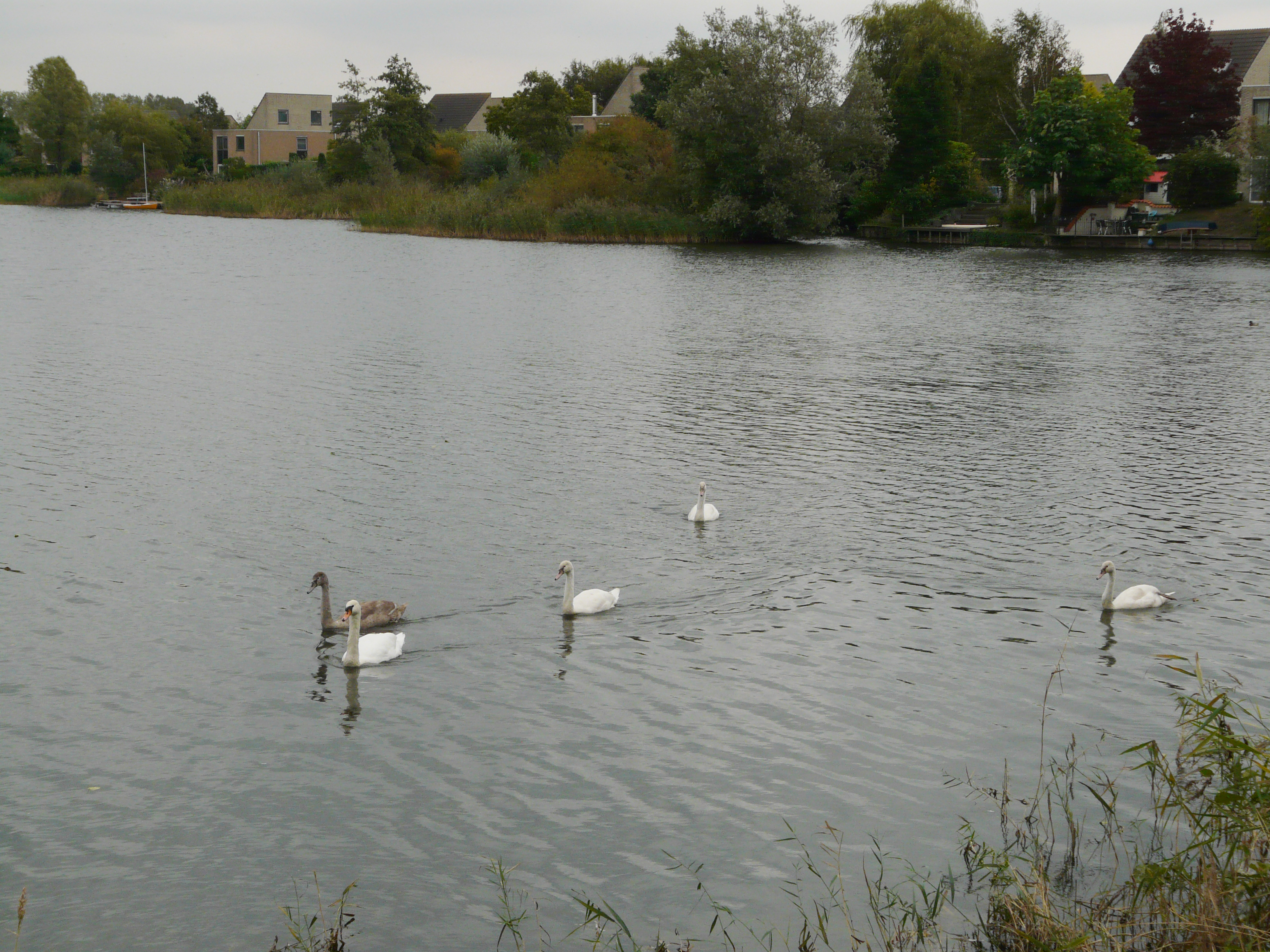
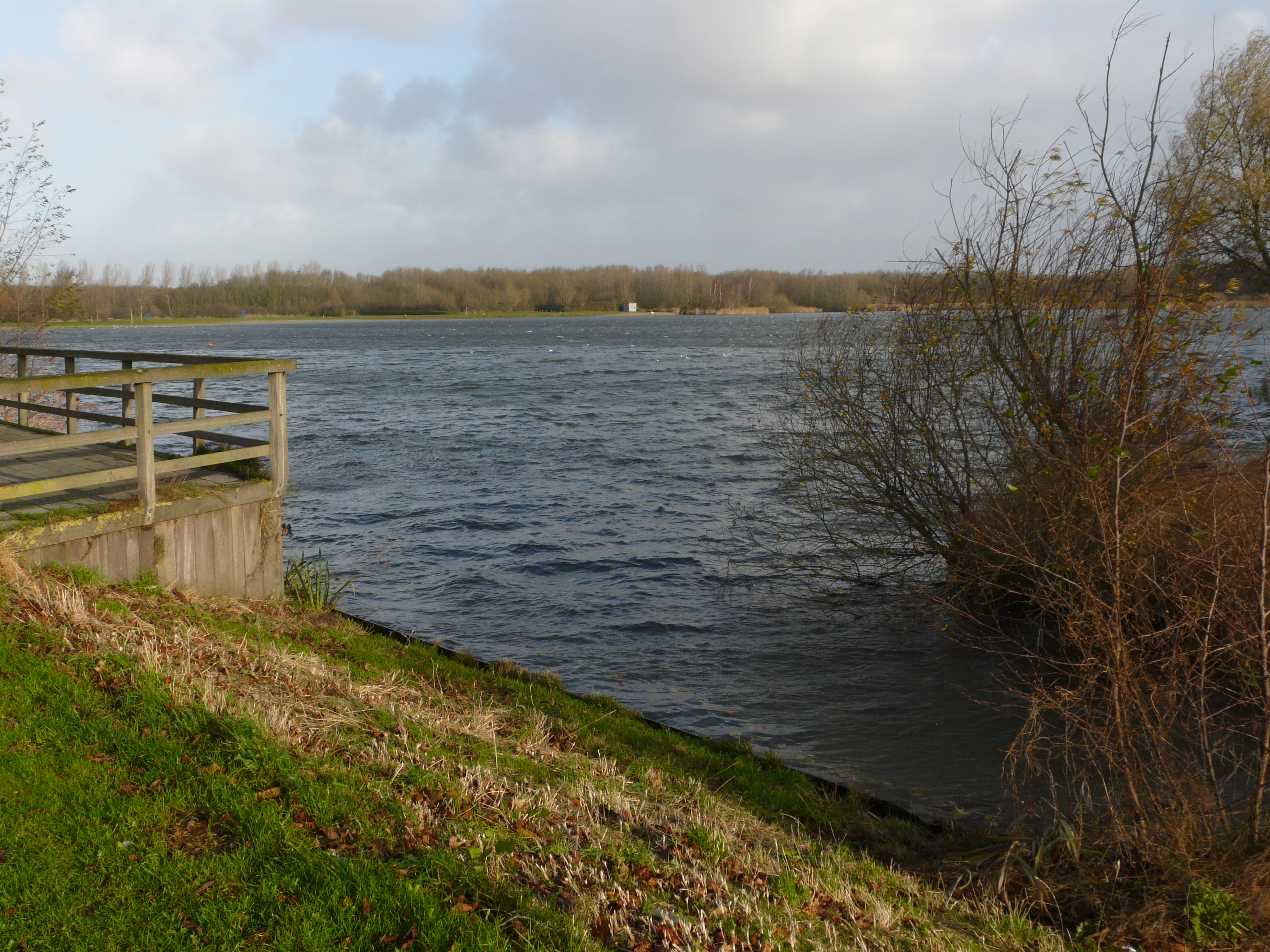

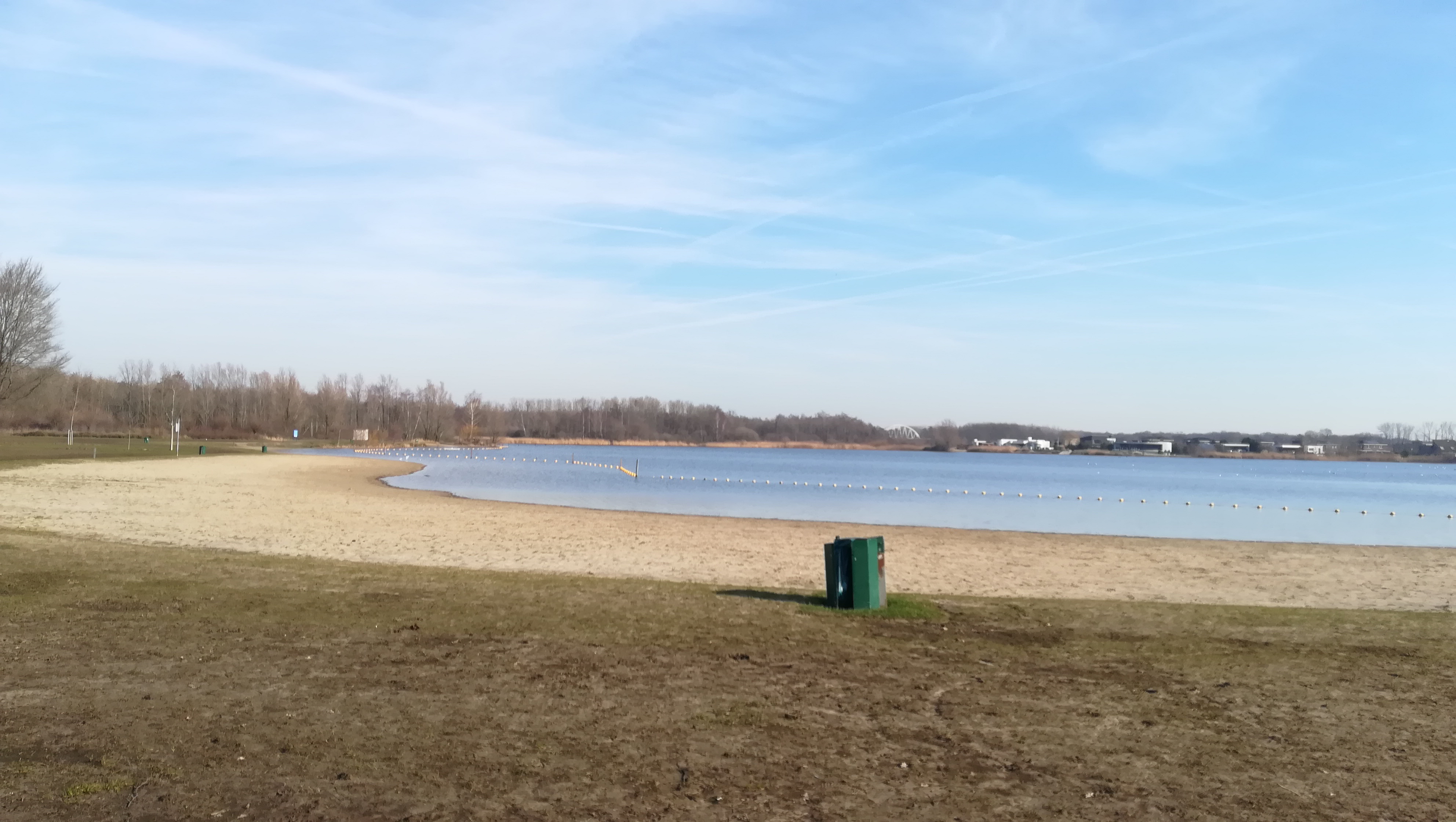
Asterdplas strand